# Rosporden
Rosporden är en kommun i departementet Finistère i regionen Bretagne i västra Frankrike. Kommunen ligger i kantonen Rosporden som tillhör arrondissementet Quimper. År 2022 hade Rosporden 7 580 invånare.

## Befolkningsutveckling
Antalet invånare i kommunen Rosporden
Referens:INSEE